# شان دافی
شان دافی (به انگلیسی: Sean Duffy) نمایندهٔ حوزه انتخابیه هفتم ویسکانسین از حزب جمهوری‌خواه ایالات متحده آمریکا در مجلس نمایندگان ایالات متحده آمریکا است که برای نخستین‌بار در ۱۵ ژانویه ۲۰۱۱ میلادی به‌عضویت این مجلس درآمد. وی از سال ۲۰۲۵ به عنوان بیستمین وزیر ترابری ایالات متحده آمریکا در دولت دوم دونالد ترامپ خدمت می کند. 